# Trematodon brevicarpus
Trematodon brevicarpus là một loài rêu trong họ Bruchiaceae. Loài này được H. Akiy. mô tả khoa học đầu tiên năm 1984.